# Nürburg (gmina)
Nürburg – miejscowość i gmina w Niemczech, w kraju związkowym Nadrenia-Palatynat, w powiecie Ahrweiler, wchodzi w skład gminy związkowej Adenau. Znajduje się tutaj średniowieczny zamek Nürburg. W pobliżu tej miejscowości zbudowano 24-kilometrowy motorowy tor wyścigowy - Nürburgring. Na pięciokilometrowej części tego toru, położonej na południe od miejscowości, organizowane są wyścigi Formuły 1.